# 1710

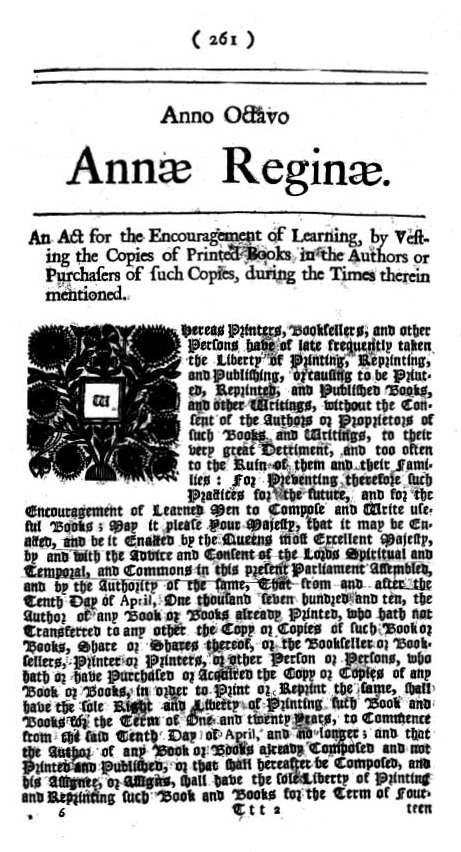
A Lei do Direito de cópia (Statute of Anne), aprovada pelo Parlamento inglês em 1710, é um uma das primeiras leis comuns que antecedeu o que se designa pela palavra copyright representada pelo símbolo ©.

- Wikisource

| Calendário gregoriano                                                        | 1710 MDCCX                          |
| Ab urbe condita                                                              | 2463                                |
| Calendário arménio                                                           | 1159 – 1160                         |
| Calendário bahá'í                                                            | -134 – -133                         |
| Calendário budista                                                           | 2254                                |
| Calendário chinês                                                            | 4406 – 4407 Início a 30 de janeiro  |
| Calendário copta                                                             | 1426 – 1427                         |
| Calendário etíope                                                            | 1702 – 1703                         |
| Calendários hindus - Vikram Samvat - Calendário nacional indiano - Cáli Iuga | 1765 – 1766 1631 – 1632 4810 – 4811 |
| Calendário Holoceno                                                          | 11710                               |
| Calendário islâmico                                                          | 1122 – 1123                         |
| Calendário judaico                                                           | 5470 – 5471                         |
| Calendário persa                                                             | 1088 – 1089                         |
| Calendário rúnico                                                            | 1960                                |
| Calendário solar tailandês                                                   | 2253                                |

1710 (MDCCX, na numeração romana) foi um ano comum do século XVIII do actual Calendário Gregoriano, da Era de Cristo, e a sua letra dominical foi E (52 semanas), teve início a uma quarta-feira e terminou também a uma quarta-feira.
| Ano completo                        |
| ----------------------------------- |
| Ano comum com início à quarta-feira |

## Eventos
- 10 de abril - O Parlamento inglês aprova a Lei do direito de cópia (Statute of Anne) hoje representado pelo símbolo ©.
- 10/11 - O Sargento-Mor Bernardo Vieira de Melo dá o primeiro grito de República do Brasil, em Olinda, na capitania de Pernambuco (Guerra dos Mascates).
- 10 de dezembro - Dá-se a batalha de Villaviciosa, no contexto da Guerra da Sucessão Espanhola.

## Nascimentos
- 15 de fevereiro - Rei Luís XV de França (m. 1774).
- 26 de abril - Thomas Reid, filósofo (m. 1796).
- ? - Johann II Bernoulli, matemático suíço (m. 1790).

## Mortes
- 1 de janeiro – William Bruce, arquiteto e político escocês (n. c. 1630).

## Por tema
- 1710 na ciência
- 1710 na música